# 王建伦
王建伦（？—），女，中华人民共和国政治人物，曾任中华人民共和国劳动和社会保障部副部长，第十届全国政协委员。